# 春日村立中央小学校
春日村立中央小学校 （かすがそんりつ　ちゅうおうしょうがっこう）は、かつて岐阜県揖斐郡春日村（現・揖斐郡揖斐川町）に存在した公立小学校。

## 概要
- 春日村の南西部（現在の春日川合、春日中山、春日香六、春日小宮神）が校区であった。1986年、古屋分校、六合小学校、美束小学校と統合。春日小学校の新設により廃校。
- 校舎校地は春日小学校に引き継がれ、校舎は1989年に解体された。現在の春日小学校は中央小学校跡地を拡張し、新築したものである。

## 沿革
- 1876年（明治9年）
  - 4月 - 幽蘭学校から分立し、谷合村[1]に谷合小学校が開校。
  - 9月 - 移転し、川合小学校に改称する。
- 1885年（明治18年） - 川合村字古屋に古屋分教場を設置。
- 1886年（明治19年） - 川合簡易科小学校に改称する。
- 1892年（明治25年） - 川合尋常小学校に改称する。
- 1905年（明治38年） - 農業補習学校を付設。
- 1923年（大正12年） - 春日第二尋常高等小学校に改称する。
- 1941年（昭和16年）4月1日 - 春日第二国民学校に改称する。
- 1947年（昭和22年）4月1日 - 春日村立春日第二小学校に改称する。
- 1948年（昭和23年）4月1日 - 春日村立中央小学校に改称する。
- 1965年（昭和40年）4月1日 - 校舎を改修・増築し、校舎の一部が春日中学校の仮の統合校舎となる（6月20日まで）。
- 1986年（昭和61年）3月 - 統合により廃校。中央小学校の校舎は春日小学校に引き継がれる。